# جامعة أوبسالا
جامعة أوبسالا (بالسويدية: Uppsala universitet)، هي جامعة بحثية حكومية تقع في مدينة أوبسالا بالسويد. تأسست عام 1477، وتُعد أقدم جامعة في السويد وفي بلدان الشمال الأوروبي التي لا تزال قائمة حتى اليوم.
تأسست الجامعة في القرن الخامس عشر، وازداد شأنها مع صعود السويد كقوة كبرى في نهاية القرن السادس عشر، ثم حصلت على استقرار مالي نسبي بفضل تبرع كبير قدّمه الملك غوستافوس أدولفوس في أوائل القرن السابع عشر. تحتل جامعة أوبسالا مكانة تاريخية مهمة في الثقافة الوطنية السويدية وهويتها، خصوصًا في مجالات مثل التأريخ، والدين، والأدب، والسياسة، والموسيقى. كما نشأت فيها العديد من التقاليد الجامعية السويدية، مثل قبعة الطلاب البيضاء. وتشترك مع جامعتي لوند وهلسنكي في بعض الخصائص الفريدة مثل نظام "الإتحاد الطلابي".
جامعة أوبسالا عضو في مجموعة كويمبرا للجامعات الأوروبية، وكذلك في رابطة الجامعات الأوروبية البحثية المكثفة. وقد صُنفت ضمن أفضل 100 جامعة في العالم في عدة تصنيفات دولية مرموقة.
تضم الجامعة تسع كليات موزعة على ثلاث مجالات أكاديمية رئيسية: العلوم الإنسانية والاجتماعية، الطب والصيدلة، والعلوم والتكنولوجيا. واعتبارًا من عام 2020، كان عدد طلابها المسجلين نحو 52,000 طالب في مرحلتي البكالوريوس والدراسات العليا، بالإضافة إلى 2,200 طالب دكتوراه.
لطالما كان لجامعة أوبسالا حضور قوي في منطقة فيياردينغن من الناحية المعمارية، وهو الحي المحيط بالكاتدرائية على الجانب الغربي من نهر فيريس. وعلى الرغم من التوسعات الحديثة بعيدًا عن مركز المدينة، لا يزال المركز التاريخي لأوبسالا يهيمن عليه الطابع الجامعي.

## وصلات خارجية
- موقع الجامعة الرسمي